# Dierenwelzijn
Dierenwelzijn is het fysieke en gevoelsmatige welzijn van dieren. Het wordt gemeten aan de hand van indicatoren zoals gedrag, fysiologie, levensduur en voortplanting. De term dierenwelzijn kan ook op de menselijke bekommernis om het welzijn van dieren slaan.
De bezorgdheid voor het dierenwelzijn kan gebaseerd zijn op de kennis dat dieren net als mensen voelen en dus pijn kunnen lijden en dat de mens daarom zorg voor hen moet dragen, in het bijzonder wanneer dieren in dienst worden gesteld van de mens. Zo kan men zich buigen over hoe dieren behandeld worden wanneer zij gedood worden om er voedsel van te maken, hoe ze gebruikt worden in wetenschappelijk onderzoek, hoe ze als huisdieren behandeld worden of hoe menselijke activiteiten het voortbestaan van bedreigde diersoorten beïnvloedt.
Critici van dierenwelzijn vallen grofweg in twee categorieën. Een eerste standpunt, dat al eeuwen oud is, houdt in dat dieren niet in staat zijn pijn, of eender welk gebrek aan welzijn, te ervaren. Het andere standpunt, dat van de dierenrechtenbeweging komt, stelt dat dieren sowieso niet gezien mogen worden als het eigendom van mensen en dat elk gebruik door mensen onaanvaardbaar is. Sommigen stellen dat dierenwelzijn en dierenrechten twee tegengestelde standpunten zijn. Anderen zien dierenwelzijn als een goede eerste stap in de richting van dierenrechten.
In het denken over dierenwelzijn is de algemene gedachte verschoven van het idee dat dieren ondergeschikt zijn aan de mens naar het idee dat mens en dier gelijkwaardig zijn aan, ofwel een evolutie van wat heet antropocentrisme vanuit de christelijke ethiek naar antropomorfisme.

## Wetgeving in Europa

### Raad van Europa
Via de Raad van Europa hebben bijna alle Europese landen meegewerkt aan het schrijven en ondertekenen van internationale dierenwelzijnsverdragen. Zo zijn er verdragen gesloten over dierenwelzijn tijdens veevervoer (1968, herzien in 2003): dieren mogen niet te lang, in te kleine hokjes, met te weinig voedsel en water, met te hoge of lage temperaturen, worden vervoerd. Ook het verdrag voor de slacht (1979) bepaalt dat dieren niet onnodig pijn, stress en angst mogen ervaren wanneer ze worden gedood en moeten dus zo goed mogelijk verdoofd (bedwelmd) worden. Deze verdragen dienen door de ondertekenende landen te worden geratificeerd en omgezet in nationale wetgeving die het welzijn van dieren in de praktijk beschermt en garandeert.

### Europese Unie
Binnen het verband van de Europese Unie is overeengekomen dat het beleid van dit regelgevend orgaan in dit opzicht gericht is op de bevordering van het welzijn van dieren, door aan dieren de volgende vijf, op grondrechten van mensen lijkende, 'vrijheden' toe te kennen:
- Vrij zijn van dorst, honger en ondervoeding.
- Vrij zijn van fysiek en fysiologisch ongerief.
- Vrij zijn van pijn, verwondingen en ziektes.
- Vrij zijn om het normale gedrag te kunnen uitoefenen.
- Vrij zijn van angst en chronische stress.

De Europese regelgeving inzake dierenwelzijn ligt verspreid over een aantal verordeningen en richtlijnen (o.m. Verordening nr.  1771/94, nr.  1/2005, nr.  1099/2009, nr.  576/2013; Richtlijnen nr.  1999/74/EG, nr.  2010/63/EU), en valt onder de bevoegdheid van de Eurocommissaris voor Gezondheid en Voedselveiligheid.

## Wetgeving in België
In 1929 kwam de allereerste dierenbeschermingswet tot stand. De wet moest mededogen en goedheid verplichten ten aanzien van dieren, met als doel de bevolking te moraliseren. Hier werd dierenwelzijn nog niet actief nagestreefd. In 1975 kwam er een juridisch-technisch verbetering, maar de focus bleef hetzelfde: de passieve bescherming van het dier door het te behoeden voor mishandeling.
Vervolgens kwam de dierenwelzijnswet van 1986 die het wettelijk kader in Vlaanderen en Brussel vormde, terwijl Wallonië een Code wallon du Bien-être animal heeft ingevoerd die de wet van 1986 vervangt. De uitvoering is echter sedert de zesde staatshervorming een gewestelijke bevoegdheid, en is in Vlaanderen ondergebracht in het Departement Leefmilieu, Natuur en Energie. Het beleidsveld Dierenwelzijn valt sedert de regering-Bourgeois onder de bevoegdheid van Minister Ben Weyts. In het Brussels Gewest wordt het dierenwelzijn behartigd door de dienst Leefmilieu.
In 2023 werd de Vlaamse dierenwelzijnscodex geïntroduceerd. Dit voorstel zit momenteel bij het Vlaams parlement.
In 2023 keurde de senaat een wetvoorstel goed om dierenwelzijn te integreren in de grondwet als staatsdoelstelling. De kamer zal in de nabije toekomst zich uitspreken om de integratie door te voeren.
Op academisch niveau zijn aan de Vlaamse universiteiten colleges dierenwelzijn ingevoerd: de Universiteit Antwerpen richtte in 2019 een vak “Dier & Recht” in en heeft sinds 2018 een leerstoel Dier & Recht, in augustus 2020 kondigden KU Leuven en UGent een leerstoel Dierenwelzijn en -ethiek aan. Vanuit de faculteit diergeneeskunde van de UGent is de organisatie Dierzaam ontstaan. Dierzaam beoogt kritisch na te denken over dierenwelzijn en de huidige problematieken rond dit thema.

## Wetgeving in Nederland

### Eerste Nederlandse wetten ter bescherming van in het wild levende dieren
- De Nuttige Dierenwet, een raamwet uit 1880 ( aangepast in 1914), wijst dieren die nuttig zijn voor de land- en tuinbouw als beschermde soort aan. Dit is de eerste Nederlandse wet die in het wild levende dieren beoogt te beschermen.
- De Vogelwet uit 1912 zorgt voor bescherming van alle in het wild levende vogels. Ondanks deze bescherming was het vrij eenvoudig om een vergunning te krijgen om (onder andere) vogels te doden.
- Mollen, egels en kikvorschenwet: Deze wet uit 1914 vloeit voort uit de Nuttige Dierenwet en heeft als doel mollen, kikkers en - vanaf 1919 – ook egels te beschermen omdat zij nuttig zijn voor de landbouw. In periode waarin deze wet is ingesteld werd er voor de bonthandel massaal gejaagd op mollen. De wet verbiedt vangen of doden van mollen en egels op gronden, bij anderen in gebruik, en verhandelen en vervoeren van mollen, mollenhuiden en egels, tenzij met een machtiging van het bevoegd gezag. Verder verbiedt de wet verhandelen en vervoeren van meer dan tien kikkers (en delen van kikkers) tenzij er een ontheffing is afgegeven.
- De Visserijwet (tot 1908 Jacht- en visserijwet) is een Nederlandse wet die in de zaken rondom de visserij regelt. De huidige wet dateert van 30 mei 1963. De bepalingen in deze wet hebben betrekking op alle vormen van visserij, van de Noordzeevisserij tot en met de sportvisserij. Doelstellingen van deze wet zijn onder andere het bevorderen van de doelmatigheid van de beroepsvisserij en het voorkomen van overbevissing. Vastgelegd zijn onder andere de eisen waaraan visgerei en vissersschepen moeten voldoen, de vergunningen waarover men dient te beschikken om te mogen vissen en de regels voor het pachten van viswater. De wet houdt rekening met belangen rond natuurbescherming en het welzijn van vissen.

### Wet dieren
Op 1 januari 2013 is de Wet dieren in werking getreden. In de wet zijn de vijf vrijheden - die door de Europese Unie zijn toegekend aan dieren - opgenomen. Als kaderwet stelt de Wet dieren een beperkt aantal regels en biedt daarnaast de mogelijkheid biedt om allerlei deelonderwerpen (bijvoorbeeld regels ten aanzien van houden en doden van dieren) te regelen via Algemene Maatregelen van Bestuur en ministeriële regelingen. De Wet dieren is de belangrijkste wet met betrekking tot gehouden dieren (onder ander landbouwhuisdieren en gezelschapsdieren) en bundelt alle regels ten aanzien van deze dieren in één wet.

### Positieflijst toegestane huisdieren
Een andere belangrijke vernieuwing is de komst van de zogeheten ‘positieflijst’ voor zoogdieren. Dit is een limitatieve lijst van zoogdieren die als huisdier gehouden mogen worden. Er zal een overgangsregeling komen zodat de mensen die een zoogdier bezitten dat niet op de positieflijst staat het mogen houden tot het overlijdt. Op termijn komen er ook positieflijsten voor vogels, reptielen en amfibieën en vissen.

### Review: huisvesting en verzorging van roofvogels
In het document ‘Review: huisvesting en verzorging van roofvogels’ worden de welzijnsnormen voor het huisvesten en houden van roofvogels en uilen nader uitgewerkt. De overheid hanteert de normen die in dit document staan (onder andere wat betreft de minimale afmetingen van een dierverblijf voor bepaalde roofvogelsoorten en uilensoorten) bij haar invulling en handhaving van de welzijnsnormen voor het houden van dieren zoals die in wetten worden beschreven. In hoeverre de rechter hierin meegaat is afhankelijk van de rechter want de ‘Review: huisvesting en verzorging van roofvogels’ heeft geen officiële status. In Nederland zijn er bijvoorbeeld geen minimale eisen wat betreft de grootte van dierverblijven, in tegenstelling tot in Duitsland. Zie voor Duitse eisen in het bijzonder wat betreft de grootte van verblijven voor het houden van zoogdieren het document ‘Haltung von Säugetieren’.

### Wet natuurbescherming
Per 1 januari 2017 trad de Wet Natuurbescherming in werking. Deze wet vervangt de Natuurbeschermingswet 1998, de Boswet en de Flora- en Faunawet. Het is daarmee de belangrijkste wet voor de bescherming van in het wild levende dieren en hun leefomgeving. In de Wet natuurbescherming is de bescherming vooral gericht op soorten die vanuit internationale afspraken beschermd moeten worden door Nederland. Wel is er voor de ‘overige’ soorten een basisbeschermingsregime en geldt voor alle soorten een zorgplicht.

### Wet op de Dierproeven
Dierproeven zijn in principe verboden. Om dierproeven te mogen uitvoeren heeft een instelling (bijvoorbeeld universiteit of farmaceutisch bedrijf) een instellingsvergunning van het ministerie van Landbouw, Natuur en Voedselkwaliteit nodig en de onderzoekers een projectvergunning van de Centrale Commissie Dierproeven. Aan welke eisen en voorwaarden de instellingen en onderzoekers nog meer moeten voldoen, staat beschreven in de Wet op de Dierproeven en in het Dierproevenbesluit. De Wet op de Dierproeven bestaat sinds 1977 en is in 1996 gewijzigd. Een grote herziening, volgend uit een nieuwe Europese dierproevenrichtlijn, is in 2014 doorgevoerd. In de Wet op de Dierproeven is ook vastgelegd voor welke doeleinden dierproeven wel of niet gedaan mogen worden.
Een vergunning wordt verleend voor proeven: in het kader van biomedisch onderzoek: voor het bestuderen van ziekten en het ontwikkelen van medicijnen en therapieën; die zowel nationaal als internationaal wettelijk verplicht zijn: dit zijn voornamelijk giftigheidtests in het kader van veiligheid van bijvoorbeeld verf- en schoonmaakmiddelen, stoffen in huishoudelijke producten en chemische stoffen in landbouw en industrie. Ook worden er tests gedaan om te zien of stoffen in bijvoorbeeld geneesmiddelen, vaccins en ander medische producten wel werken; vanwege wetenschappelijk onderzoek: zo worden er dieren uit het wild gevangen en voor giftigheidtests gebruikt, maar ook worden ze gemerkt en weer teruggezet in hun leefomgeving om hun gedrag of de grootte van hun territorium te bestuderen.

### Burgerlijk Wetboek
Gemeenten hebben een wettelijke verplichting met betrekking tot het opvangen van zwervend aangetroffen dieren. In artikel 5.8 lid 3 Burgerlijk Wetboek is vastgelegd dat een gevonden dier, met een vermeende eigenaar, onder de verantwoordelijkheid van de gemeente valt. De gemeente moet deze ‘gevonden zaak’ gedurende 14 dagen voor de eigenaar bewaren. In de periode dat het dier door de gemeente wordt ‘bewaard’ is de gemeente verantwoordelijk voor alle kosten voor verzorging en vervoer.
Artikel 5:8 Burgerlijk Wetboek vermeldt het volgende:
- Indien een aan de gemeente in bewaring gegeven zaak aan snel tenietgaan of achteruitgang onderhevig is of wegens de onevenredig hoge kosten of ander nadeel de bewaring daarvan niet langer van de gemeente kan worden gevergd, is de burgemeester bevoegd haar te verkopen.
- Indien de zaak zich niet voor verkoop leent, is de burgemeester bevoegd haar om niet aan een derde in eigendom over te dragen of te vernietigen.
- Indien een dier wordt gevonden, is de burgemeester na verloop van twee weken, nadat het dier door de gemeente in bewaring is genomen, bevoegd het zo mogelijk tegen betaling van een koopprijs, en anders om niet, aan een derde in eigendom over te dragen. Mocht ook dit laatste zijn uitgesloten, dan is de burgemeester bevoegd het dier te doen afmaken. De termijn van twee weken behoeft niet te worden in acht genomen, indien het dier slechts met onevenredig hoge kosten gedurende dat tijdvak kan worden bewaard, of afmaking om geneeskundige redenen vereist is.

Omdat gemeenten vaak zelf niet over de mogelijkheid beschikken om dieren te huisvesten worden er overeenkomsten gesloten met plaatselijke asielen die vervolgens de opvang van het dier verzorgen. De gemeente betaalt hiervoor een vergoeding. Deze vergoeding dient minimaal de kosten van huisvesting gedurende de termijn van veertien dagen te omvatten. Echter ook de kosten van medische verzorging van het dier die gedurende deze termijn worden gemaakt komen voor vergoeding in aanmerking, mits deze kosten niet onredelijk hoog zijn. Kosten die door dierenartsen worden gemaakt binnen de veertien-dagen-termijn komen dus in principe voor vergoeding in aanmerking. Hierbij moet wel de opmerking worden gemaakt dat de regeling zoals deze in het Burgerlijk Wetboek is opgenomen, alleen ziet op gedomesticeerde dieren, (ver)wilde(rde) dieren vallen hier niet onder.